# کارلوس کاساگماس

«زندگی» (La Vie)، اثر پابلو پیکاسو، ۱۹۰۳، موزه هنر کلیولند. بین سال‌های ۱۹۰۱ تا ۱۹۰۳ موسوم به «دوره آبی»، پیکاسو چندین نقاشی از دوستِ از دست‌رفته‌اش کارلوس کاساگماس کشید که «زندگی» نقطهٔ اوج آنها به‌شمار می‌رود.

کارلوس کاساگماس (زاده۱۸۸۱ در بارسلونا - درگذشته ۱۷فوریه ۱۹۰۱ در پاریس فرانسه) یک دانشجوی هنر و شاعر بود. او بیشتر به خاطر دوستی با پابلو پیکاسو شناخته شده است. پیکاسو و کاساگماس اولین بار همدیگر را در بارسلونادر کافه چهار گربه ملاقات کردند. در سال۱۹۰۱ دو دوست از بارسلونا به پاریس نقل مکان کردند. کاساگماس به خاطر عشق بی پاسخ به ژرمین پیکوت(Germaine Pichot) با شلیک گلوله خودکشی کرد.تأثیر مرگ کارلوس کاساگماس، بر پابلو پیکاسو، سرآغاز دوره‌ای مهم در هنر او به نام دوران آبی پیکاسو است. پیکوت(Pichot) بعدها یکی از مدل‌های پیکاسو در نقاشی دوشیزگان آوینیون بود.